# Schlachtgeschwader 4
Schlachtgeschwader 4 (dobesedno slovensko: Bojni polk 4; kratica SG 4 oz. SchlG 4) je bil jurišni letalski polk (Geschwader) v sestavi nemške Luftwaffe med drugo svetovno vojno.

## Organizacija
- štab
- I. skupina
- II. skupina
- III. skupina

## Vodstvo polka
Poveljniki polka (Geschwaderkommodore)
- Major Georg Dörffel: 18. oktober 1943
- Major Ewald Janssen: 1. junij 1944
- Oberst Alfred Druschel: 28. december 1944
- Major Werner Dörnbrack: 3. januar 1945